# Michael Grätzel
Michael Grätzel (Dorfchemnitz, 11 maggio 1944) è un chimico e ricercatore tedesco.
Ha cittadinanza elvetica, professore presso l'École polytechnique fédérale de Lausanne (EPFL) dove dirige il Laboratory of Photonics and Interfaces.

## Biografia
Si laurea in chimica nel 1968 alla Università libera di Berlino conseguendo poi il PhD nel 1971 dalla Università tecnica di Berlino, svolge il ruolo di ricercatore associato dal 1969 al 1972 presso il Hahn-Meitner Institute a Berlino. Dal 1972 al 1974 è stato Postdoctoral Fellow presso il Radiation Laboratory, University of Notre Dame, Indiana (USA). Divenne poi Scientific Staff Member dell'Istituto Hahn-Meitner a Berlino (1974-1976) ricevendo in seguito l'abilitazione all'insegnamento in Chimica Fisica nel 1976 presso l'Università Libera di Berlino. È stato Professore Associato presso il Politecnico di Losanna, in Svizzera, dal 1977 al 1981. Dal 1981 è professore ordinario di Chimica Fisica presso la stessa istituzione, dove ha prestato servizio come Direttore del Dipartimento di Chimica 1983-1985 e 1991-1993. 
Ha aperto la strada all'uso di materiali mesoscopici in sistemi di conversione dell'energia, in particolare celle fotovoltaiche, batterie agli ioni di litio e dispositivi foto-elettrochimici per la scissione dell'acqua in idrogeno e ossigeno sfruttando la luce del sole. Ha scoperto un nuovo tipo di cella solare detta appunto Cella di Grätzel (DSSC), particolare cella fotoelettrochimica costituita due vetrini conduttori, che fungono da elettrodi, separati da uno strato di biossido di titanio (TiO2), dal materiale attivo e dalla soluzione elettrolitica.
Autore di oltre 900 pubblicazioni, due libri e inventore di oltre 50 brevetti, il suo lavoro è stato citato più di 107'000 volte (h-index 151), ciò fa di lui di lui uno dei dieci chimici più citati al mondo. 

## Riconoscimenti e premi
Ha conseguito numerosi prestigiosi riconoscimenti, tra cui il Premio Balzan, la Medaglia Galvani, la Medaglia Faraday, il premio Harvey, il Gerischer Award, il Dutch Havinga Award and Medal, il Premio Internazionale della Società Giapponese di coordinamento Chimica, il Premio Energia ENI-Italgas e il Gran Premio dell'Innovazione europea 2000. I suoi più recenti riconoscimenti includono il 2012 Albert Einstein World Award of Science, 2011 Gutenberg Research Award, 2011 Paul Karrer Gold Medal e il Millennium Technology Grand Prize 2010. È stato selezionato da Scientific American, come uno dei 50 migliori ricercatori del mondo.
Ha ricevuto lauree ad honorem da ben 11 università: Università di Liegi, Belgio(2013); Rskilde Univ., Danimarca (2012); Huazhong Univ. of Sci. & Tech., Wuhan, Cina (2011); Nangyang Tech. Univ (NTU), Singapore (2011); Università di Lund, Svezia (2011); Università di Nova Gorica, Slovenia (2010); Università di Hasselt, Belgio (2009); Delft Univ. of Technology, Paesi Bassi (2006); Università di Torino, Italia (2004) e Università di Uppsala, Svezia (1996).
È stato Professore Invitato presso l'Università di Berkeley, l'Ecole Nationale de Chachan (Parigi) e la Delft University of Technology. Nel 2009 è stato nominato Distinguished Honorary Professor della Accademia Cinese delle Scienze (Changchun) e dell'Università Huazhong della Scienza e della Tecnologia. È membro della Swiss Chemical Society nonché dell'Accademia Europea delle Scienze, Fellow della Royal Society of Chemistry e fu eletto membro onorario della Société Vaudoise des Sciences Naturelles e dell'Accademia Bulgara delle Scienze.